# Rivolta di Gand (1379-1385)

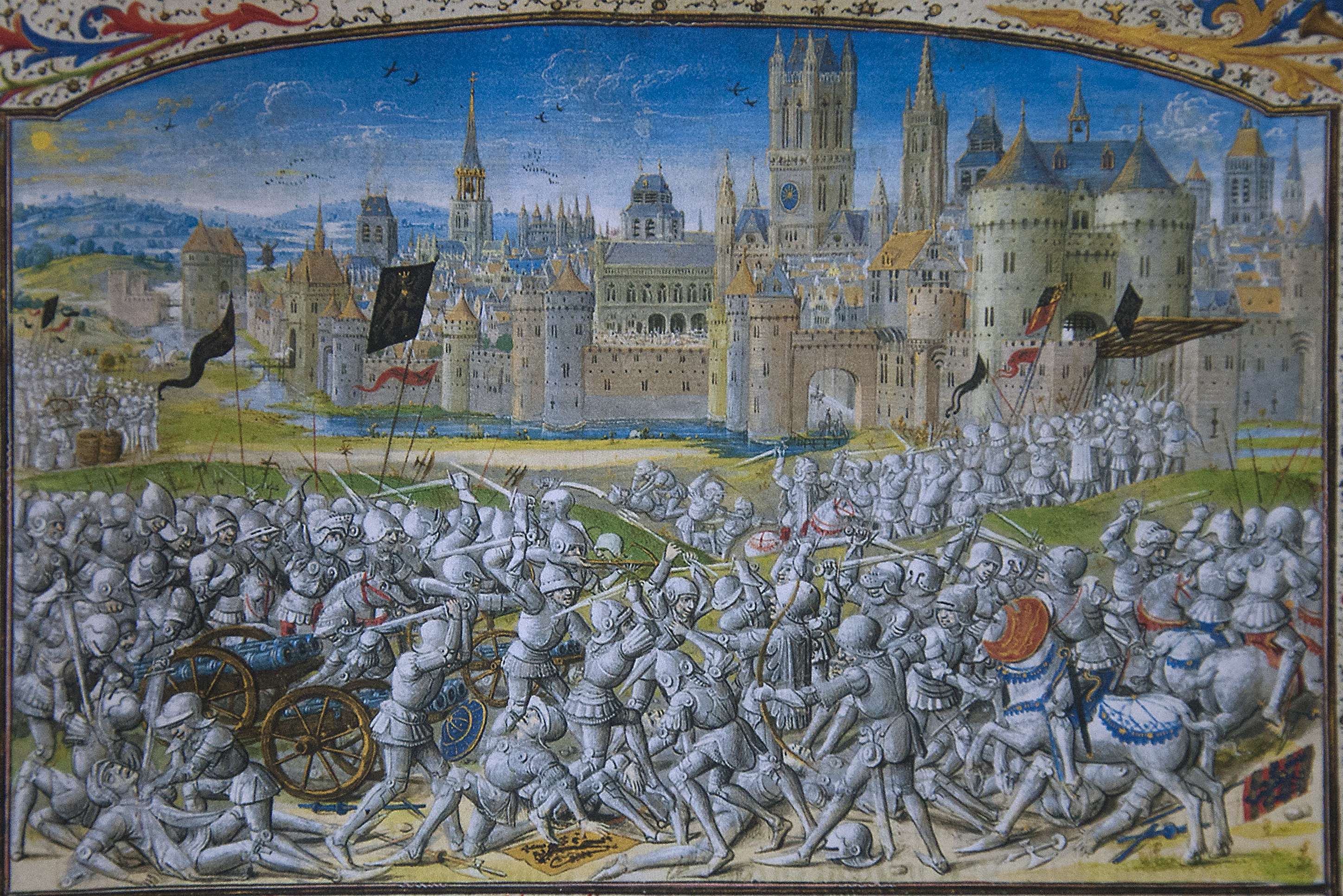
Battaglia del Beverhoutsveld in Cronache di Jean Froissart (Berlin Staatsbibliothek, Preussischer Kulturbesitz / 15º capitolo)

La rivolta di Gand o rivolta dei tessitori di Gand ebbe inizio il 5 settembre 1379 a Gand, contro Luigi II di Fiandra, conte delle Fiandre. Raggiunse Bruges e Ypres e si diffuse poi in tutte le Fiandre. Venne firmata una tregua con il conte nel novembre 1379 ma il conflitto riprese nel febbraio 1380. Philip van Artevelde prese il comando della rivolta nel 1382. Infine, il Re di Francia Carlo VI schiacciò la rivolta il 27 novembre 1382 alla Battaglia di Roosebeke, nella quale venne ucciso Philippe van Artevelde.

## Contesto
Intorno alla metà del XIV secolo nelle Fiandre, dove l'industria era prodigiosamente attiva, l'organizzazione della società stava cambiando. In effetti, la borghesia era ricca e un proletariato di tessitori diventa sempre più agitato e tutte le classi fiamminghe sopportavano con crescente impazienza il potere feudale dell'arrogante conte Luigi II di Fiandra. Gand, Bruges e Ypres erano le città più prospere e desideravano liberarsi dalla sua tutela carceraria.
Già durante il regno di Re di Francia Filippo VI, una ribellione comunale era riuscita quasi a fare delle Fiandre una repubblica di mercato sul modello delle grandi repubbliche marinare dell'Italia. Jacob van Artevelde fu il capo di questa rivolta e solo la sua morte, avvenuta nel 1345, portò una relativa calma. Ma un nuovo accesso febbrile si ebbe nelle Fiandre alla fine degli anni 1370: una lega che Luigi tentò invano di sciogliere, quella dei chaperons blanc, sviluppò idee sovversive e moltiplicò le occasioni di conflitto con il potere signorile. Questa agitazione fiamminga era quindi in congiunzione con un movimento che si sarebbe diffuso in tutto l'Occidente nel corso del XV secolo, la maggior parte del quale nelle Fiandre.

## La rivolta

### Inizio del sollevamento popolare a Gand
Un incidente avvenuto nel 1375 fu all'origine della crisi: l'autorizzazione concessa dal conte alla città di Bruges di aprire un canale destinato a collegare il fiume Lys al porto di Bruges, deviando il corso del fiume a danno della città di Gand. La democrazia di Gand si mise in armi e anche Ypres assume la causa del popolo di Gand. Persino a Bruges, dove i tessitori improvvisamente avevano messo le mani sul potere spodestando i mercanti di alto rango e la nobiltà borghese, arrivò la disponibilità verso i gantesi. Queste tre importanti città fiamminghe si unirono così contro Luigi. L'esercito dei mestieri crebbe e si espanse anche alle campagne. Pertanto la maggior parte della contea si avviò verso l'insurrezione.
A quel punto Luigi dovette cedere. Confermò tutte le franchige e acconsentì alla costituzione di una commissione di 26 membri (9 di Gand, 8 di Bruges e 9 di Ypres) per indagare sugli abusi dei quali il comune si era lamentato. Il conte pensò di guadagnare tempo e che le rivalità tra le tre città avrebbero fatto implodere la rivolta. In effetti, l'alto lignaggio riprese il controllo della situazione a Bruges e il partito dei tessitori dovette inchinarsi. Tuttavia, a Gand, il malcontento persisteva e gli operai rimasero padroni della città, rompendo con la politica della conciliazione. Nel frattempo, il conte marciò su Ypres e la prese. Esisliò i capi della rivolta incluso Philip van Artevelde. Poi partì per assediare Gand, l'unica città capace di tenere sotto scacco il conte. La città non solo si difese, ma attaccò l'esercito della contea. Le tensioni aumentarono e la lotta divenne atroce, caratterizzata in particolare dal massacro dei prigionieri. Due volte smorzato, il blocco di Gand riprese per la terza volta.

### Insurrezione di Philip van Artevelde
Gli abitanti di Gand misero quindi alla loro testa il birraio Philip van Artevelde, che cerca di rinnovare le gesta di suo padre Jacob, il grande tribuno dell'epoca di Filippo VI. A volte oratore e a volte capopopolo, galvanizzò i suoi seguaci. Con audacia marciò contro l'esercito del conte, che era sostenuto dalla milizia di Bruges e, grazie a un colpo a sorpresa, ottenne una vittoria totale e abbagliante. Mentre il conte fuggiva a Lilla, i berretti bianchi divennero i padroni di Bruges e lo resero evidente con il massacro di ricchi mercanti ostili agli operai e con il saccheggio delle loro case, immediato riscatto del proletariato. Il luogo di nascita del conte venne saccheggiato. La democrazia fiamminga non era mai stata così bella.
Messo alle strette, Luigi non vide altra soluzione che chiedere aiuto al suo sovrano, il re di Francia Carlo VI, e cerco di chiamare il papato in suo soccorso. Tutte queste minacce non spaventarono Philip van Artevelde. Barrando l'istmo tra il Lys e il mare e tagliando i ponti, proibì di fatto al sovrano e ai suoi signori di accedere al territorio. Artevelde si nominò Reggente delle Fiandre. D'altra parte, aveva grandi speranze in un aiuto del re d' Inghilterra che bramava il trono di Francia e l'eredità del Ducato di Borgogna.

### Intervento del re di Francia e fine della rivolta
Nell'ottobre del 1382, una compagnia al servizio del conte tentò una prima offensiva, ma fu circondata e massacrata. Questo successo fu il culmine della fiducia di Artevelde e dell'entusiasmo dei suoi uomini. Il connestabile Olivier de Clisson e il maresciallo Louis de Sancerre si resero conto che la questione era diventata seria. Dal lato fiammingo, le truppe erano comandate dal capitano Gand, Pierre Dubois, colui che aveva incitato Artevelde a prendere il comando della ribellione, ma venne ferito all'inizio dell'attacco. A novembre Artevelde attaccò Oudenaarde, una città fedele al conte, mentre le truppe franco-borgognone avevano preso di mira Ypres.
Inebriato dalle sue vittorie, Philip van Artevelde scelse di prendere l'iniziativa sperando di ottenere un'altra vittoria, in modo che la repubblica dei mestieri delle Fiandre si ponesse su basi indistruttibili. I due eserciti si scontrarono il 27 novembre 1382 nella Battaglia di Roosebeke, tra Ypres e Courtrai. Due concezioni radicalmente diverse dello stato fiammingo si affrontarono a Roosebeke dove era in gioco il destino della società del XIV secolo, ma Artevelde, che ha trascurato di mantenersi sui fianchi, vide le sue truppe circondate e i più coraggiosi vennero uccisi sul posto. Tra i morti ci fu anche Artevelde e le Fiandre rimasero in mano ai vincitori.

## Conseguenze
Solo Gand resistette ancora alla crescente pressione di Luigi. Il suo capitano, l'intrattabile Pierre Dubois, non volle sentir parlare di pace a meno che la città non fosse passata sotto la diretta sovranità del re di Francia, cosa che non soddisfaceva il conte delle Fiandre. Inoltre, Parigi dovette sopportare il contraccolpo della sconfitta dei berreti bianchi, poiché i parigini e i fiamminghi avevano interessi correlati. Nelle Fiandre, la repressione del conte fu sanguinosa, le torture furono numerose e il prevosto dei mercanti venne abolito.